# قطعة الفرس (نجم)
قطعة الفرس أو إلفا قطعة الفرس Alpha Equulei اسمه التقليدي Kitalpha مشتق من الاسم العربي وهو نجم مزدوج في كوكبة قطعة الفرس.
وينتمي إلى الفئة الطيفية G0III ويملك قدر ظاهري +3.92 وضياءه أكثر بـ 75 مرة من ضياء الشمس ويبعد 186 سنة ضوئية عن الأرض